# 松平賴真
松平賴真（日语：〔〕／ Matsudaira Yorizane，1743年2月17日—1780年4月9日），日本江戶時代中期大名，讚岐高松藩第六代藩主。

## 生涯
松平賴真在寬保三年（1743年）出生，是第五代藩主松平賴恭長子。明和八年（1771年）接替去世的父親繼承家督，並在安永元年（1772年）叙位從四位下及任左近衛權中將。
安永八年（1779年）創立藩校及講道館。
安永九年（1780年）在江戶去世，虛歲38，唯一兒子雄丸（即賴儀）只得6歲，故由異母弟賴起作養子繼承高松藩。